# Saillat-sur-Vienne

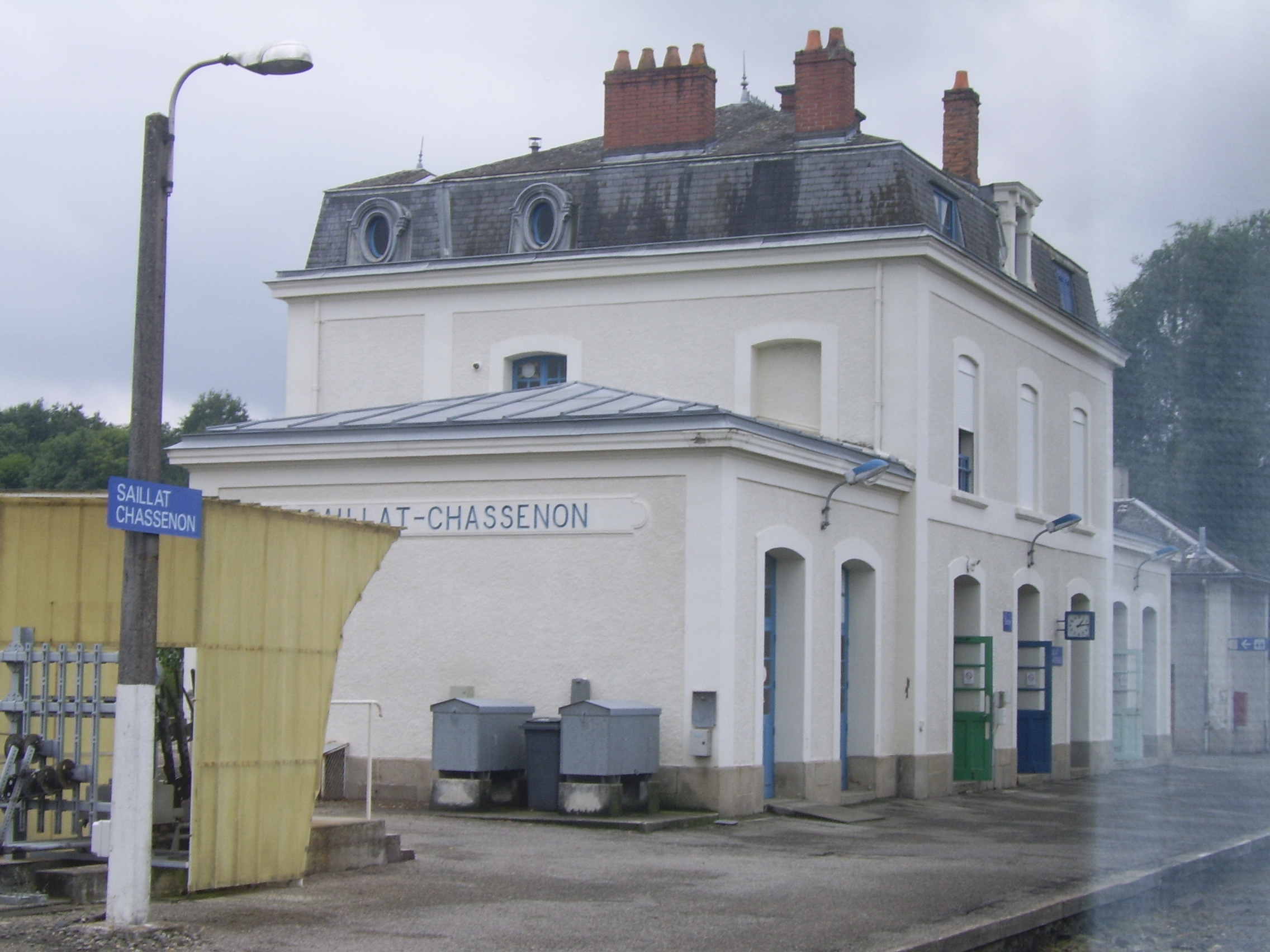
Dworzec kolejowy w Saillat-Chassenon (2008)

Saillat-sur-Vienne – miejscowość i gmina we Francji, w regionie Nowa Akwitania, w departamencie Haute-Vienne.
Według danych na rok 1990 gminę zamieszkiwały 962 osoby, a gęstość zaludnienia wynosiła 153 osoby/km² (wśród 747 gmin Limousin Saillat-sur-Vienne plasuje się na 135. miejscu pod względem liczby ludności, natomiast pod względem powierzchni na miejscu 628.).

## Populacja

Populacja Saillat-sur-Vienne w latach 1962–2008